# Institutos Nacionais de Ciência e Tecnologia
Os Institutos Nacionais de Ciência e Tecnologia (INCTs) são 101 centros de pesquisa multicêntricos brasileiros. O objetivo desses centros é desenvolver a pesquisa e criar patentes para o país. O programa é conduzido pelo Ministério da Ciência e Tecnologia (MCT), por meio do Conselho Nacional de Desenvolvimento Científico e Tecnológico (CNPq), em parceria com a Coordenação de Aperfeiçoamento de Pessoal de Nível Superior (CAPES), Banco Nacional de Desenvolvimento Econômico e Social (BNDES), Financiadora de Estudos e Projetos (FINEP) e diversas fundações de amparo à pesquisa estaduais (FAPESP, FAPEAM, FAPEMIG, FAPESC, FAPERJ e FAPESPA).

## História
Em 27 de novembro de 2008 o presidente do CNPq e ministro de ciência e tecnologia anunciaram a criação dos 101 INCTs, que receberiam a verba de 600 milhões de reais, o maior valor disponível para uma chamada pública para apoio à pesquisa no país. Os 101 INCTs foram selecionados a partir de edital sendo que a região Norte passou a sediar oito institutos, o Nordeste 14, o Centro-Oeste três, a região Sul 13 e o Sudeste 63.
Os projetos estão distribuídos em 19 áreas consideradas estratégicas, como Biotecnologia, Nanotecnologia, Tecnologias da Informação e Comunicação, Saúde, Biocombustíveis, Energia Elétrica, Hidrogênio e Fontes Renováveis de Energia, Petróleo, Gás e Carvão Mineral, Agronegócio, Biodiversidade e Recursos Naturais, Amazônia, Semiárido, Mudanças Climáticas, Programa Espacial, Programa Nuclear, Defesa Nacional, Segurança Pública, Educação, Mar e Antártica e Inclusão Social.

## Objetivos
- O Programa Institutos Nacionais de Ciência e Tecnologia visa mobilizar e agregar os melhores grupos de pesquisa para impulsionar a pesquisa científica básica e fundamental, além de estimular o desenvolvimento de pesquisa científica e tecnológica de ponta, objetivando o desenvolvimento sustentável do país.

- Criar ambientes atraentes e estimulantes para alunos talentosos de diversos níveis, do ensino médio ao pós-graduado. O Programa também se responsabilizará diretamente pela formação de jovens pesquisadores e apoiará a instalação e o funcionamento de laboratórios em instituições de ensino, instituições de pesquisa e empresas.

- Proporcionar a melhor distribuição nacional da pesquisa científico-tecnológica, e a qualificação do país em áreas prioritárias para o seu desenvolvimento regional e nacional.

- Estabelecer programas que contribuam para a melhoria do ensino de ciências e a difusão da ciência para o cidadão comum.[4]

## Institutos
Lista dos INCTs, organizados por região geográfica:
Região Centro-Oeste
- INCT de Áreas Úmidas
- INCT de Nanobiotecnologia do Centro-Oeste e Norte
- INCT para Estudos Tectônicos

Região Norte
- INCT Centro de Estudos Integrados da Biodiversidade Amazônica
- INCT de Energias Renováveis e Eficiência Energética da Amazônia
- INCT de Febres Hemorrágicas Virais
- INCT de Geociências da Amazônia
- INCT de Madeiras da Amazônia
- INCT dos Serviços Ambientais da Amazônia
- INCT em Biodiversidade e Uso da Terra da Amazônia
- INCT para Adaptações da Biota Aquática da Amazônia

Região Nordeste
- INCT de Biomedicina do Semiárido
- INCT de Comunicações Sem Fio
- INCT de Controle das Intoxicações por Plantas
- INCT de Doenças Tropicais
- INCT em Democracia Digital
- INCT de Energia e Ambiente
- INCT de Fotônica
- INCT de Frutos Tropicais
- INCT de Geofísica do Petróleo
- INCT de Nanotecnologia para Marcadores Integrados
- INCT de Transferência de Materiais Continente-Oceano
- INCT em Salinidade
- INCT para Engenharia de Software
- INCT para Inovação Farmacêutica
- INCT Herbário Virtual da Flora e dos Fungos

Região Sul
- INCT da Criosfera
- INCT de Avaliação de Tecnologias em Saúde
- INCT de Catalise em Sistemas Moleculares e Nanoestruturados
- INCT de Genética Médica Populacional
- INCT de Hormônios e Saúde da Mulher
- INCT de Tecnologias Analíticas Avançadas
- INCT de Toxicologia Aquática
- INCT de Nanomateriais para a Vida
- INCT em Refrigeração e Termofísica
- INCT em Tuberculose
- INCT para a Fixação Biológica de Nitrogênio em Gramíneas
- INCT para Convergência Digital
- INCT para Diagnósticos em Saúde Pública
- INCT para Excitotoxicidade e Neuroproteção
- INCT Translacional em Medicina

Região Sudeste
- INCT Antártico de Pesquisas Ambientais
- INCT das Doenças do Papilomavirus
- INCT de Análise Integrada do Risco Ambiental
- INCT de Astrofísica
- INCT de Biofabricação
- INCT de Biologia Estrutural e Bioimagem
- INCT de Biotecnologia Molecular e Química Médica em Doenças Infecciosas
- INCT da Cadeia Produtiva dos ímãs de Terras Raras
- INCT de Células-Tronco em Doenças Genéticas
- INCT de Ciência Animal
- INCT de Controle Biorracional de Insetos Pragas
- INCT de Educação, Desenvolvimento Econômico e Inclusão Social
- INCT de Eletrônica Orgânica
- INCT de Energia Elétrica
- INCT de Entomologia Molecular
- INCT de Estruturas Inteligentes em Engenharia
- INCT de Estudos da Metrópole
- INCT de Fármacos e Medicamentos
- INCT de Fisiologia Comparada
- INCT de Fotônica para Comunicações Ópticas
- INCT de Genômica para Melhoramento de Citros
- INCT de Informação Genético-Sanitária da Pecuária
- INCT de Informação Quântica
- INCT de Inovação em Doenças Negligenciadas
- INCT de Investigação em Imunologia
- INCT de Matemática
- INCT de Medicina Molecular
- INCT de Nano-Biofarmacêutica
- INCT de Nanodispositivos Semicondutores
- INCT de Nanomateriais de Carbono
- INCT de Obesidade e Diabetes
- INCT de Oncogenômica
- INCT de Óptica e Fotônica
- INCT de Políticas Públicas, Estratégias e Desenvolvimento
- INCT de Processos Redox em Biomedicina
- INCT de Psiquiatria do desenvolvimento para Crianças e Adolescentes
- INCT de Reatores Nucleares Inovadores
- INCT de Semioquímicos na Agricultura
- INCT de Sistemas Complexos
- INCT de Sistemas Embarcados Críticos
- INCT de Sistemas Micro e Nanoeletrônicos
- INCT de Técnicas Analíticas para Exploração de Petróleo e Gás
- INCT do Bioetanol
- INCT do Café
- INCT do Sangue
- INCT dos Hymenoptera Parasitóides da Região Sudeste Brasileira
- INCT em Células-Tronco e Terapia Celular
- INCT em Ciência da Web
- INCT em Dengue
- INCT em Engenharia da Irrigação
- INCT em Interações Planta-Praga
- INCT em Neuroimunomodulação
- INCT em Medicina Assistida por Computação Científica
- INCT em Metrologia das Radiações na Medicina
- INCT em Toxinas
- INCT Espaço Urbano e Gestão em Segurança Pública
- INCT Observatório das Metrópoles
- INCT para a Web
- INCT para Controle do Câncer
- INCT para Mudanças Climáticas
- INCT para o Desenvolvimento de Vacinas
- INCT para o Estudo dos Estados Unidos
- INCT para Pesquisa Translacional em Saúde e Ambiente na Região Amazônica
- INCT para Políticas Públicas do Álcool e Outras Drogas
- INCT Recursos Minerais, Água e Biodiversidade
- INCT sobre Comportamento, Cognição e Ensino
- INCT sobre Violência, Democracia e Segurança Cidadã